# Certima cerambaria
Certima cerambaria là một loài bướm đêm trong họ Geometridae.